# 쌍봉사 사적비
쌍봉사 사적비는 대한민국 전라남도 화순군 이양면 증리, 쌍봉사에 있는 불교유적이다. 2008년 1월 9일 화순군의 향토문화유산 제38호로 지정되었다.